# اعتصاب غذا
اعتصاب غذا روشی برای بیان خواسته و مقاومت بدون خشونت است که اعتصاب‌کننده برای به دست آوردن خواستهٔ خود یا رسیدگی به حقی که پایمال شده، به‌طور داوطلبانه از خوردن و گاه آشامیدن پرهیز می‌کند.
اعتصاب غذا ممکن است همراه با تحصن و بست نشینی در مکانی خاص انجام شود یا توسط زندانیان در زندان انجام گیرد. در مواردی هم اعتصاب به صورت محدود با مدت زمان مشخص مانند اعتصاب غذای سه روزه ۱۴۰۰ انجام می‌شود.
برای مقابله با اعتصاب غذا در زندان، در مواردی خاص مسئولان زندان با توسل به زور به زندانیان غذا می‌خورانند.

## تأثیر اجتماعی
به عقیدهٔ برخی کارشناسان، با وجود نقش مثبت اینترنت و شبکه‌های اجتماعی در جلب حمایت اجتماعی، گاه این خطر نیز وجود دارد که «عادی» شدن موضوع اعتصاب غذا در فضای مجازی، آن را در سطح افکار عمومی به امر پیش پا افتاده‌ای تنزل بدهد. به گفتهٔ این کارشناسان، اگر اعتصاب‌های غذا تکرار شود ولی صاحبان قدرت تحت فشار قرار نگیرند و ناچار به عقب‌نشینی نشوند، تأثیر این شکل مدنی اعتراض کم خواهد شد.

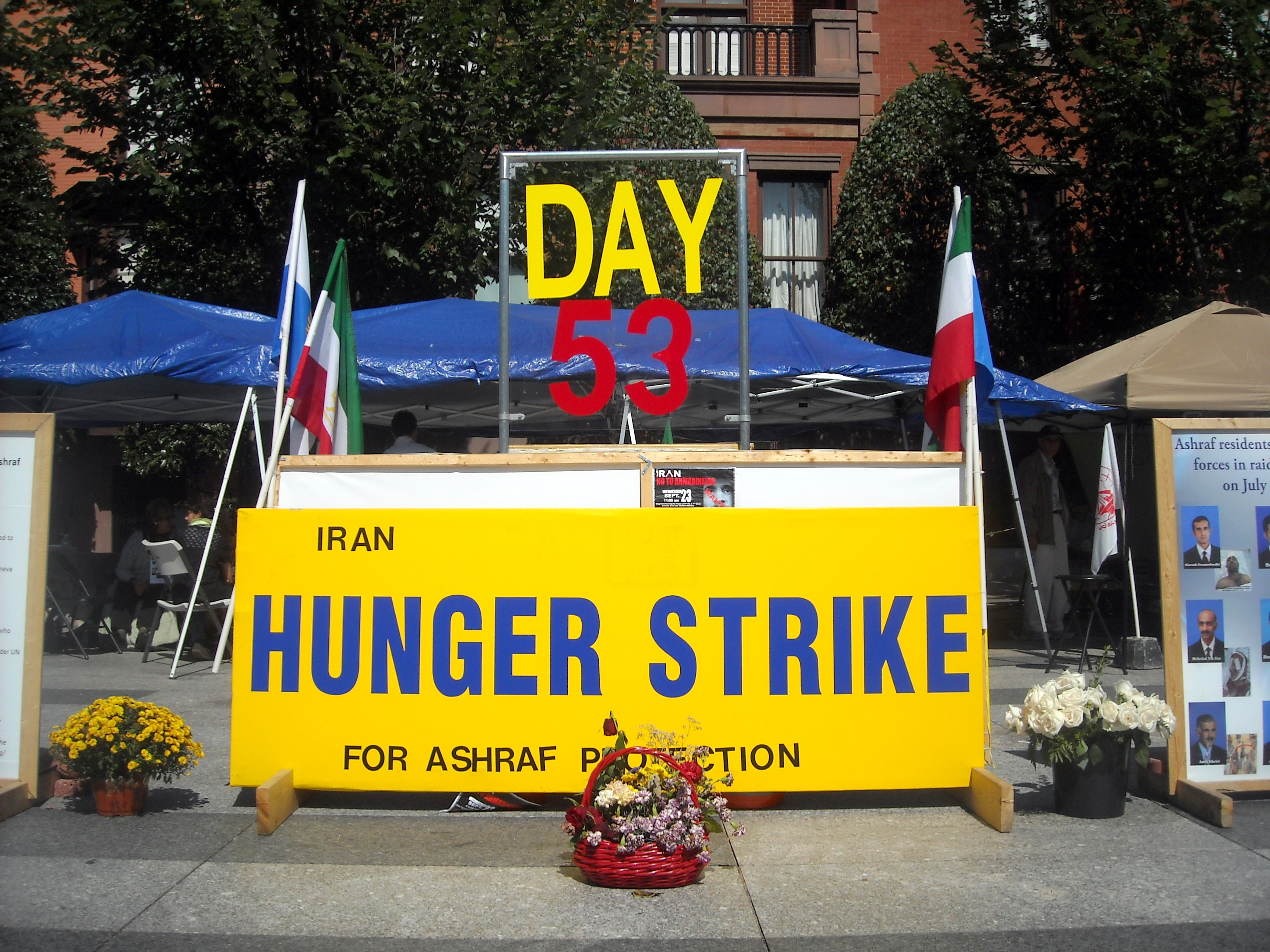
یک اعتصاب غذا در واشینگتن دی. سی. به منظور جلب توجه جامعه جهانی به وضعیت مهاجران ایرانی در کمپ اشرف

طرفداران اعتصاب غذا معتقدند فردی که دست به اعتصاب غذا زده با گرسنگی دادن به خود، «مرگ» و «رنج» را که امری بسیار شخصی است، همگانی می‌کند و رنج او منبع انرژی برای حمایت‌کنندگان و ناظران می‌شود. به گفتهٔ آنها، فرد اعتصاب‌کننده که اغلب صدایش به جایی نمی‌رسد، با بر سر دست گرفتن جان خود، قادر می‌شود پیامی را برساند و بر صاحبان قدرت، اثر بگذارد.

## انواع
در فرهنگ اصطلاحات زندانیان ایران، اعتصاب غذا دو نوع است:

### اعتصاب غذای تَر
در اعتصاب غذای تر، اعتصاب‌کننده فقط آب و مایعات می‌نوشد، ولی از خوردن هرگونه غذا پرهیز می‌کند.

### اعتصاب غذای خشک
در اعتصاب خشک احتمال اینکه فرد بیش از هفت تا ده روز زنده بماند کم است
در اعتصاب غذای خشک، فرد اعتصاب‌کننده از خوردن هرگونه غذا و نوشیدن هرنوع مایعات پرهیز می‌کند. این نوع اعتصاب، از نظر پزشکی بسیار خطرناک بوده و می‌تواند منجر به از کار افتادن کلیه یا حتی ایست قلبی شود.

## اثرات بر سلامت
اعتصاب غذا بسیار خطرناک است و ممکن است موجب بروز بیماری‌های دائمی و درمان‌ناپذیر گشته و در نهایت به مرگ فرد منجر شود، بنابراین باید آخرین حربه‌ای باشد که فرد برای بیان نظرش یا تحقق خواسته‌اش از آن استفاده می‌کند.
اثرات بهداشتی اعتصاب غذا (به غیر از ارادهٔ فرد) به مدت و نوع اعتصاب غذا بستگی دارد. باید توجه داشت که مرگ می‌تواند در هر لحظه از زمان اعتصاب غذا اتفاق بیفتد و این به میزان سلامت قبلی فرد و تطابق اندام‌های بدن با وضعیت جدید بستگی دارد. طول اعتصاب غذا بستگی به میزان چربی بدن شخص، میزان سلامتی او و استراتژی‌اش دارد. اگر اعتصاب‌کننده از خوردن آب امتناع کند، بیش از یک هفته زنده نخواهد ماند. اگر اعتصاب کننده غذا مایعات(به‌ویژه آب) شکر یا نمک هم بخورد، مدت بسیار بیشتری می‌تواند زنده بماند. اگر اعتصاب‌کننده غذا جز شکر و نمک، ویتامین هم مصرف نماید، این وضعیت دردناک او ممکن است تا ۳۰۰ روز نیز به طول انجامد.
در جریان اعتصاب غذا بدن در واقع «خود» را مصرف می‌کند. پس از حدود سه روز، کبد شروع به شکستن چربی‌های بدن می‌کند. بدن برای جبران این واکنش، متابولیسم خود را کُند می‌کند، ولی پس از حدود سه هفته ناگزیر می‌شود ماهیچه‌ها و اندام‌های حیاتی خود را برای کسب انرژی بکاود و مصرف کند. پوست بدن مومی شکل می‌شود، بدن از خود بویی ترش متصاعد می‌کند و نَفَس بوی شیرینی همچون بوی گلابی می‌گیرد. در نهایت مرگ شخص در پی بی‌آبی، تحلیل بدن و از کار افتادن دردناک اندام‌های درونی، و بیش از هر چیز کلیه‌ها و کبد فرا می‌رسد.

## برخی از برجسته‌ترین اعتصاب‌کنندگان
- فرهاد میثمی؛ ۱۲۰ روز
- محمد نوری‌زاد؛ ۱۲۰ روز
- مهدی خزعلی؛ ۱۱۲ روز
- کسری نوری؛ ۹۰ روز
- یحیی رحیمی و عباس سماکار؛ ۸۶ روز
- بابی ساندز؛ ۶۶ روز
- حسین رونقی؛ ۶۴ روز
- وحید صیادی نصیری؛ ۶۰ روز
- نسرین ستوده؛ ۴۹ روز
- مهدی و حسین رجبیان؛ ۴۰ روز
- ماهاتما گاندی؛ ۲۱ روز
- راجه ناصر عباس جعفری؛ ۱۷ روز
- جعفر پناهی؛ ۱۳ روز
- هدی صابر؛ ۱۰ روز
- سید موسی صدر؛ ۴ روز
- محمد علی طاهری؛ ۱۶ بار اعتصاب غذا
- آرش صادقی؛ ۳ بار اعتصاب غذا
- اعتصاب غذا نوروزی زندانیان سیاسی؛ سه روز